# The Voice (7.ª temporada)
A sétima temporada de The Voice, um talent show norte-americano, estreou em 22 de setembro de 2014 na NBC. Gwen Stefani e Pharrell Williams participam pela primeira vez como técnicos do programa, ao lado de Adam Levine e Blake Shelton.
Pela terceira edição seguida, o programa foi transmitido no Brasil através do canal por assinatura Sony, aos domingos e segundas-feiras. A estreia foi no dia 28 de setembro, menos de uma semana depois da estreia nos Estados Unidos.
O grande vencedor foi o cantor de southern rock e country Craig Wayne Boyd, da equipe de Blake Shelton, após superar Matt McAndrew, Chris Jamison e Damien (todos da equipe de Adam Levine) na final. Pela segunda edição seguida, um competidor "roubado" ficou com o prêmio, uma vez que Craig começou no time de Blake, foi roubado por Gwen Stefani durante a fase de batalhas e depois roubado de novo por Blake nos nocautes.

## Técnicos e apresentadores
A sétima temporada do reality adicionou mais dois novos artistas à lista de técnicos do programa: a cantora pop rock Gwen Stefani, também vocalista do No Doubt, e o cantor, compositor, rapper e produtor musical Pharrell Williams. Eles substituem, respectivamente, Christina Aguilera, que não pôde participar do reality por conta da gravidez de seu segundo filho, e Cee Lo Green, que deixou o programa definitivamente. Adam Levine e Blake Shelton permanecem na atração.
Já o apresentador Carson Daly segue no comando do The Voice.

## Episódios

### Episódio 1: The Blind Auditions, parte 1
As audições às cegas (em inglês, blind auditions) foram gravadas entre os dias 7 e 8 de junho de 2014. O primeiro episódio foi ao ar dia 22 de setembro de 2014.
Legenda
| Ordem | Competidor           | Idade | Cidade Natal                     | Canção                                     | Escolha dos técnicos e competidores | Escolha dos técnicos e competidores | Escolha dos técnicos e competidores | Escolha dos técnicos e competidores |
| Ordem | Competidor           | Idade | Cidade Natal                     | Canção                                     | Adam                                | Gwen                                | Pharrell                            | Blake                               |
| ----- | -------------------- | ----- | -------------------------------- | ------------------------------------------ | ----------------------------------- | ----------------------------------- | ----------------------------------- | ----------------------------------- |
| 1     | Luke Wade            | 31    | Dublin, Texas                    | "That's How Strong My Love Is"             | ✔                                   | ✔                                   | ✔                                   | ✔                                   |
| 2     | Clara Hong           | 22    | Coreia do Sul / Atlanta, Geórgia | "Chuck E's in Love"                        | ✔                                   | ✔                                   | ✔                                   | —                                   |
| 3     | Bryana Salaz         | 16    | San Antonio, Texas               | "Problem"                                  | ✔                                   | ✔                                   | —                                   | ✔                                   |
| 4     | Dennis Bell          | 52    | Mansfield, Luisiana              | "She Used to Be Mine"                      | —                                   | —                                   | —                                   | —                                   |
| 5     | Damien Lawson        | 35    | Monroe, Luisiana                 | "It's So Hard to Say Goodbye to Yesterday" | ✔                                   | ✔                                   | ✔                                   | ✔                                   |
| 6     | Allison Bray         | 18    | Louisville, Kentucky             | "Merry Go 'Round"                          | ✔                                   | ✔                                   | —                                   | ✔                                   |
| 7     | MEGG                 | 23    | Redondo Beach, Califórnia        | "Celebrity Skin"                           | —                                   | —                                   | —                                   | —                                   |
| 8     | Taylor John Williams | 23    | Portland, Oregon                 | "Heartless"                                | ✔                                   | ✔                                   | —                                   | —                                   |
| 9     | Elyjuh René          | 18    | Long Beach, Califórnia           | "XO"                                       | ✔                                   | —                                   | ✔                                   | —                                   |
| 10    | Bianca Espinal       | 21    | Nova York, Nova York             | "Foolish Games"                            | —                                   | —                                   | —                                   | —                                   |
| 11    | James David Carter   | 34    | Atlanta, Geórgia                 | "Nobody Knows"                             | ✔                                   | ✔                                   | ✔                                   | ✔                                   |

### Episódio 2: The Blind Auditions, parte 2
| Ordem | Competidor         | Idade | Cidade Natal                 | Canção                              | Escolha dos técnicos e competidores | Escolha dos técnicos e competidores | Escolha dos técnicos e competidores | Escolha dos técnicos e competidores |
| Ordem | Competidor         | Idade | Cidade Natal                 | Canção                              | Adam                                | Gwen                                | Pharrell                            | Blake                               |
| ----- | ------------------ | ----- | ---------------------------- | ----------------------------------- | ----------------------------------- | ----------------------------------- | ----------------------------------- | ----------------------------------- |
| 1     | DaNica Shirey      | 25    | York, Pensilvânia            | "Big White Room"                    | ✔                                   | ✔                                   | ✔                                   | —                                   |
| 2     | Joe Kirk           | 17    | Nashville, Tennessee         | "Lego House"                        | ✔                                   | ✔                                   | ✔                                   | ✔                                   |
| 3     | Menlik Zergabachew | 19    | Silver Spring, Maryland      | "Santeria"                          | —                                   | ✔                                   | —                                   | ✔                                   |
| 4     | Jimi Milligan      | 33    | Filadélfia, Pensilvânia      | "Get Ready"                         | —                                   | —                                   | —                                   | —                                   |
| 5     | Reagan James       | 15    | Burleson, Texas              | "Give Me Love"                      | —                                   | ✔                                   | —                                   | ✔                                   |
| 6     | Taylor Phelan      | 25    | Sherman, Texas               | "Sweater Weather"                   | ✔                                   | ✔                                   | ✔                                   | ✔                                   |
| 7     | Caitlin Lucia      | 18    | Huntington Beach, Califórnia | "You're the One That I Want"        | —                                   | —                                   | —                                   | —                                   |
| 8     | Sugar Joans        | 24    | Los Angeles, Califórnia      | "Chain of Fools"                    | —                                   | ✔                                   | —                                   | ✔                                   |
| 9     | Taylor Brashears   | 21    | Nashville, Tennessee         | "You Ain't Woman Enough"            | ✔                                   | —                                   | ✔                                   | ✔                                   |
| 10    | Andy Cherry        | 28    | Charlotte, Carolina do Norte | "Everybody Wants to Rule the World" | —                                   | —                                   | —                                   | —                                   |
| 11    | Maiya Sykes        | 36    | Los Angeles, Califórnia      | "Stay with Me"                      | ✔                                   | ✔                                   | ✔                                   | ✔                                   |

### Episódio 3: The Blind Auditions, parte 3
| Ordem | Competidor            | Idade | Cidade Natal                    | Canção                             | Escolha dos técnicos e competidores | Escolha dos técnicos e competidores | Escolha dos técnicos e competidores | Escolha dos técnicos e competidores |
| Ordem | Competidor            | Idade | Cidade Natal                    | Canção                             | Adam                                | Gwen                                | Pharrell                            | Blake                               |
| ----- | --------------------- | ----- | ------------------------------- | ---------------------------------- | ----------------------------------- | ----------------------------------- | ----------------------------------- | ----------------------------------- |
| 1     | John Martin           | 25    | Chicago, Illinois               | "Sweet Pea"                        | —                                   | ✔                                   | ✔                                   | ✔                                   |
| 2     | Jessie Pitts          | 18    | Montgomery, Alabama             | "The Story"                        | —                                   | ✔                                   | —                                   | ✔                                   |
| 3     | Michael Stein         | 62    | Los Angeles, Califórnia         | "The Devil Went Down to Georgia"   | —                                   | —                                   | —                                   | —                                   |
| 4     | Ricky Manning         | 19    | Cape Coral, Flórida             | "Love Me Again"                    | —                                   | —                                   | ✔                                   | ✔                                   |
| 5     | Mistee Meritt         | N/A   | Detroit, Michigan               | "You Gotta Be"                     | —                                   | —                                   | —                                   | —                                   |
| 6     | Jeremy Cole           | N/A   | Wilmington, Delaware            | "I Can Dream About You"            | —                                   | —                                   | —                                   | —                                   |
| 7     | Samantha Sampson      | 17    | Watertown, New York             | "Heads Carolina, Tails California" | —                                   | —                                   | —                                   | —                                   |
| 8     | Kelli Douglas         | 31    | Dallas, Texas                   | "Danny's Song"                     | ✔                                   | ✔                                   | —                                   | ✔                                   |
| 9     | Blessing Offor        | 25    | Nigéria / Nova York, Nova York  | "Just the Two of Us"               | ✔                                   | ✔                                   | ✔                                   | ✔                                   |
| 10    | Troy Ritchie          | 21    | Trabuco Canyon, Califórnia      | "Out of My League"                 | —                                   | ✔                                   | —                                   | —                                   |
| 11    | Cole Wilkinson        | 16    | Southlake, Texas                | "Classic"                          | —                                   | —                                   | —                                   | —                                   |
| 12    | Mia Pfirrman          | 19    | Temple City, Califórnia         | "Unconditionally"                  | ✔                                   | ✔                                   | ✔                                   | ✔                                   |
| 13    | Alessandra Castronovo | 21    | Millstone Township, Nova Jérsei | "When Love Takes Over"             | ✔                                   | —                                   | —                                   | ✔                                   |
| 14    | Jordy Searcy          | 20    | Fairhope, Alabama               | "Skinny Love"                      | —                                   | ✔                                   | ✔                                   | ✔                                   |
| 15    | Kensington Moore      | 18    | Georgetown, Kentucky            | "Love Runs Out"                    | —                                   | —                                   | —                                   | ✔                                   |
| 16    | Bree Fondacaro        | 24    | Condado de Orange, Califórnia   | "It Ain't Me Babe"                 | —                                   | —                                   | —                                   | ✔                                   |
| 17    | Anita Antoinette      | 24    | Jamaica / Boston, Massachusetts | "Turn Your Lights Down Low"        | ✔                                   | ✔                                   | ✔                                   | ✔                                   |

### Episódio 4: The Blind Auditions, parte 4
| Ordem | Competidor       | Idade | Cidade Natal                  | Canção                        | Escolha dos técnicos e competidores | Escolha dos técnicos e competidores | Escolha dos técnicos e competidores | Escolha dos técnicos e competidores |
| Ordem | Competidor       | Idade | Cidade Natal                  | Canção                        | Adam                                | Gwen                                | Pharrell                            | Blake                               |
| ----- | ---------------- | ----- | ----------------------------- | ----------------------------- | ----------------------------------- | ----------------------------------- | ----------------------------------- | ----------------------------------- |
| 1     | Katriz Trinidad  | 15    | San Diego, Califórnia         | "At Last"                     | —                                   | ✔                                   | ✔                                   | ✔                                   |
| 2     | Ethan Butler     | 25    | Chicago, Illinois             | "Beneath Your Beautiful"      | ✔                                   | —                                   | —                                   | ✔                                   |
| 3     | Tanner Linford   | 17    | Kaysville, Utah               | "When You Say Nothing At All" | —                                   | —                                   | —                                   | ✔                                   |
| 4     | Roem Baur        | 37    | San Francisco, Califórnia     | "Oh, Pretty Woman"            | —                                   | —                                   | —                                   | —                                   |
| 5     | Jean Kelley      | 29    | Nashville, Tennessee          | "Already Gone"                | —                                   | ✔                                   | —                                   | ✔                                   |
| 6     | Chris Jamison    | 21    | Pittsburgh, Pensilvânia       | "Gravity"                     | ✔                                   | ✔                                   | ✔                                   | ✔                                   |
| 7     | Craig Wayne Boyd | 35    | Nashville, Tennessee          | "The Whiskey Ain't Workin'"   | —                                   | —                                   | ✔                                   | ✔                                   |
| 8     | Tini Grey        | 38    | Ilhas Samoa / Honolulu, Havaí | "Sara Smile"                  | —                                   | —                                   | —                                   | —                                   |
| 9     | Jerome Johnson   | 28    | Cincinnati, Ohio              | "Un-Break My Heart"           | —                                   | —                                   | —                                   | —                                   |
| 10    | Sydney Cubit     | 18    | Lexington, Kentucky           | "Somewhere Only We Know"      | —                                   | —                                   | —                                   | —                                   |
| 11    | Aaron Pfeiffer   | 25    | Nova York, Nova York          | "Don't You Worry Child"       | —                                   | —                                   | —                                   | —                                   |
| 12    | Toia Jones       | 29    | Montgomery, Alabama           | "One and Only"                | ✔                                   | —                                   | ✔                                   | —                                   |
| 13    | Amanda Lee Peers | 29    | Rochester, Nova York          | "Put the Gun Down"            | —                                   | ✔                                   | —                                   | —                                   |
| 14    | Gianna Salvato   | 18    | Freehold, Nova Jérsei         | "Glitter in the Air"          | —                                   | ✔                                   | —                                   | —                                   |
| 15    | Rebekah Samarin  | 21    | Whittier, Califórnia          | "A Case of You"               | ✔                                   | ✔                                   | —                                   | —                                   |
| 16    | Grant Ganzer     | 16    | Johnston, Iowa                | "Unaware"                     | —                                   | —                                   | —                                   | ✔                                   |
| 17    | Jonathan Wyndham | 22    | Lexington, Carolina do Sul    | "Say Something"               | ✔                                   | ✔                                   | ✔                                   | ✔                                   |

### Episódio 5: The Blind Auditions, parte 5
| Ordem | Competidor      | Idade | Cidade Natal                | Canção                                | Escolha dos técnicos e competidores | Escolha dos técnicos e competidores | Escolha dos técnicos e competidores | Escolha dos técnicos e competidores |
| Ordem | Competidor      | Idade | Cidade Natal                | Canção                                | Adam                                | Gwen                                | Pharrell                            | Blake                               |
| --- | --------------- | ----- | --------------------------- | ------------------------------------- | ----------------------------------- | ----------------------------------- | ----------------------------------- | ----------------------------------- |
| 1 | Matt McAndrew   | 23    | Filadélfia, Pensilvânia     | "A Thousand Years"                    | ✔                                   | —                                   | ✔                                   | ✔                                   |
| 2 | Brittany Butler | 21    | Boston, Massachusetts       | "The Girl from Ipanema"               | —                                   | ✔                                   | ✔                                   | —                                   |
| 3 | Evan Watson     | 29    | Fishkill, Nova York         | "The Night They Drove Old Dixie Down" | —                                   | —                                   | —                                   | —                                   |
| 4 | Ryan Sill       | 20    | Sterling, Virgínia          | "Secrets"                             | —                                   | ✔                                   | —                                   | ✔                                   |
| 5 | Fernanda Bosch  | 17    | Miami, Flórida              | "I Try"                               | —                                   | ✔                                   | —                                   | ✔                                   |
| 6 | Beth Spangler   | 30    | Aiken, Carolina do Sul      | "Best Thing I Never Had"              | ✔                                   | ✔                                   | ✔                                   | ✔                                   |
| 7 | Erin Kim        | 24    | Los Angeles, Califórnia     | "Latch"                               | N/A                                 | —                                   | —                                   | —                                   |
| 8 | Griffin         | 23    | Greenville, Carolina do Sul | "It's a Beautiful Day"                | N/A                                 | ✔                                   | ✔                                   | ✔                                   |
| 9 | Chandra Knudsen | 21    | Harlan, Iowa                | "Hard to Love"                        | N/A                                 | —                                   | N/A                                 | —                                   |
| 10 | Mayra Alvarez   | 26    | La Porte, Texas             | "Human Nature"                        | N/A                                 | ✔                                   | N/A                                 | ✔                                   |
| 11 | Luke Niccoli    | N/A   | Phoenix, Arizona            | "Sing"                                | N/A                                 | N/A                                 | N/A                                 | —                                   |
| 12 | Nikki Rene      | N/A   | Ponte Vedra Beach, Flórida  | "Something to Talk About"             | N/A                                 | N/A                                 | N/A                                 | —                                   |
| 13 | Bradley McKee   | N/A   | Athens, Geórgia             | "Me and My Broken Heart"              | N/A                                 | N/A                                 | N/A                                 | —                                   |
| 14 | Justin Johnes   | 15    | Massapequa, Nova York       | "Let Her Go"                          | N/A                                 | N/A                                 | N/A                                 | ✔                                   |
| Designação "N/A" em "Escolha dos técnicos e competidores" significa que o time do técnico já estava completo |                 |       |                             |                                       |                                     |                                     |                                     |                                     |

### Episodio 6: The Blind Auditions, melhores momentos
O sexto episódio da temporada recapitulou os melhores momentos da fase de audições às cegas, exibindo a formação dos quatro times, os bastidores dos episódios anteriores e uma prévia da fase seguinte, Battle Rounds.

### Episódios 7 a 10: The Battle Rounds
A fase de batalhas (em inglês, Battle Rounds) foi transmitida em quatro episódios. Nessa fase, os técnicos contam com a ajuda de mentores para treinar seus times. Adam Levine convocou a cantora de rock Stevie Nicks, vocalista da banda Fleetwood Mac. Gwen Stefani também chamou um líder de uma banda rock para ajudá-la: seu marido Gavin Rossdale, vocalista da banda inglesa Bush. Já Blake Shelton trouxe um grupo inteiro, sendo auxiliado pelos quatro membros da banda country Little Big Town. Por fim, Pharrell Williams contou com a ajuda da cantora de R&B/Soul Alicia Keys.
Graças ao 'steal', introduzido na terceira temporada, os competidores podem ser salvos por outros técnicos mesmo se perderem a sua batalha e, assim, seguir na competição.
Legenda:
| Episódio | Técnico           | Ordem | Vencedor              | Canção                            | Perdedor           | Resultado do 'Steal' | Resultado do 'Steal' | Resultado do 'Steal' | Resultado do 'Steal' |
| Episódio | Técnico           | Ordem | Vencedor              | Canção                            | Perdedor           | Adam                 | Gwen                 | Pharrell             | Blake                |
| -------- | ----------------- | ----- | --------------------- | --------------------------------- | ------------------ | -------------------- | -------------------- | -------------------- | -------------------- |
| 7        | Pharrell Williams | 1     | Elyjuh René           | "If I Ain't Got You"              | Maiya Sykes        | —                    | —                    | N/A                  | —                    |
| 7        | Adam Levine       | 2     | Chris Jamison         | "Young Girls"                     | Jonathan Wyndham   | N/A                  | —                    | —                    | —                    |
| 7        | Gwen Stefani      | 3     | Sugar Joans           | "Survivor"                        | Jean Kelley        | ✔                    | N/A                  | ✔                    | —                    |
| 7        | Blake Shelton     | 4     | James David Carter    | "Wave on Wave"                    | Craig Wayne Boyd   | —                    | ✔                    | —                    | N/A                  |
| 7        | Gwen Stefani      | 5     | Taylor John Williams  | "Jolene"                          | Amanda Lee Peers   | —                    | N/A                  | —                    | —                    |
| 7        | Pharrell Williams | 6     | Luke Wade             | "Maybe I'm Amazed"                | Griffin            | —                    | ✔                    | N/A                  | ✔                    |
|          |                   |       |                       |                                   |                    |                      |                      |                      |                      |
| 8        | Pharrell Williams | 1     | Taylor Phelan         | "Breakeven"                       | Jordy Searcy       | —                    | —                    | N/A                  | —                    |
| 8        | Adam Levine       | 2     | Alessandra Castronovo | "Stay"                            | Joe Kirk           | N/A                  | —                    | —                    | —                    |
| 8        | Adam Levine       | 3     | Rebekah Samarin       | "Will You Still Love Me Tomorrow" | Clara Hong         | N/A                  | —                    | —                    | —                    |
| 8        | Blake Shelton     | 4     | Grant Ganzer          | "Stop and Stare"                  | John Martin        | —                    | —                    | —                    | N/A                  |
| 8        | Blake Shelton     | 5     | Tanner Linford        | "You & I"                         | Justin Johnes      | —                    | —                    | —                    | N/A                  |
| 8        | Gwen Stefani      | 6     | Troy Ritchie          | "Maneater"                        | Menlik Zergabachew | ✔                    | N/A                  | ✔                    | —                    |
|          |                   |       |                       |                                   |                    |                      |                      |                      |                      |
| 9        | Adam Levine       | 1     | Damien                | "Knock on Wood"                   | Kelli Douglas      | N/A                  | —                    | N/A                  | —                    |
| 9        | Gwen Stefani      | 2     | Ryan Sill             | "I Need Your Love"                | Jessie Pitts       | —                    | N/A                  | N/A                  | ✔                    |
| 9        | Pharrell Williams | 3     | Katriz Trinidad       | "Do I Do"                         | Blessing Offor     | ✔                    | ✔                    | N/A                  | N/A                  |
| 9        | Adam Levine       | 4     | Matt McAndrew         | "Yellow"                          | Ethan Butler       | N/A                  | —                    | N/A                  | N/A                  |
| 9        | Blake Shelton     | 5     | Taylor Brashears      | "You're No Good"                  | Bree Fondacaro     | —                    | —                    | N/A                  | N/A                  |
| 9        | Pharrell Williams | 6     | DaNica Shirey         | "Halo"                            | Toia Jones         | ✔                    | ✔                    | N/A                  | N/A                  |
|          |                   |       |                       |                                   |                    |                      |                      |                      |                      |
| 10       | Pharrell Williams | 1     | Ricky Manning         | "On Broadway"                     | Brittany Butler    | N/A                  | —                    | N/A                  | N/A                  |
| 10       | Blake Shelton     | 2     | Reagan James          | "Team"                            | Kensington Moore   | N/A                  | —                    | N/A                  | N/A                  |
| 10       | Blake Shelton     | 3     | Allison Bray          | "Sparks Fly"                      | Fernanda Bosch     | N/A                  | —                    | N/A                  | N/A                  |
| 10       | Gwen Stefani      | 4     | Anita Antoinette      | "I Can See Clearly Now"           | Mayra Alvarez      | N/A                  | N/A                  | N/A                  | N/A                  |
| 10       | Gwen Stefani      | 5     | Bryana Salaz          | "Boom Clap"                       | Gianna Salvato     | N/A                  | N/A                  | N/A                  | N/A                  |
| 10       | Adam Levine       | 6     | Mia Pfirrman          | "I Turn to You"                   | Beth Spangler      | N/A                  | ✔                    | N/A                  | N/A                  |

### Episódios 11 a 13: The Knockouts
Na fase de nocautes (em inglês, Knockouts), cada técnico voltou a ter um 'steal', podendo roubar um participante de outro time para os playoffs ao vivo. A cantora Taylor Swift participou como mentora única para os quatro times.
Legenda:
| Episódio | Técnico           | Ordem | Canção                             | Vencedor             | Perdedor              | Canção                      | Resultado do 'Steal' | Resultado do 'Steal' | Resultado do 'Steal' | Resultado do 'Steal' |
| Episódio | Técnico           | Ordem | Canção                             | Vencedor             | Perdedor              | Canção                      | Adam                 | Gwen                 | Pharrell             | Blake                |
| -------- | ----------------- | ----- | ---------------------------------- | -------------------- | --------------------- | --------------------------- | -------------------- | -------------------- | -------------------- | -------------------- |
| 11       | Gwen Stefani      | 1     | "Heart Attack"                     | Bryana Salaz         | Sugar Joans           | "Love on Top"               | —                    | N/A                  | ✔                    | —                    |
| 11       | Blake Shelton     | 2     | "You've Got a Friend"              | James David Carter   | Griffin               | "As Long as You Love Me"    | —                    | —                    | N/A                  | N/A                  |
| 11       | Pharrell Williams | 3     | "Saving All My Love for You"       | DaNica Shirey        | Katriz Trinidad       | "Superwoman"                | —                    | —                    | N/A                  | —                    |
| 11       | Adam Levine       | 4     | "How Do I Live"                    | Damien               | Toia Jones            | "Crazy in Love"             | N/A                  | —                    | N/A                  | —                    |
| 11       | Blake Shelton     | 5     | "Your Song"                        | Jessie Pitts         | Tanner Linford        | "Calling All Angels"        | —                    | —                    | N/A                  | N/A                  |
| 11       | Pharrell Williams | 6     | "Rich Girl"                        | Luke Wade            | Taylor Phelan         | "Rather Be"                 | ✔                    | ✔                    | N/A                  | ✔                    |
|          |                   |       |                                    |                      |                       |                             |                      |                      |                      |                      |
| 12       | Gwen Stefani      | 1     | "Mad World"                        | Taylor John Williams | Troy Ritchie          | "Hey Ya!"                   | N/A                  | N/A                  | N/A                  | —                    |
| 12       | Adam Levine       | 2     | "Human"                            | Mia Pfirrman         | Alessandra Castronovo | "Next to Me"                | N/A                  | —                    | N/A                  | —                    |
| 12       | Pharrell Williams | 3     | "With You"                         | Elyjuh René          | Ricky Manning         | "Wrecking Ball"             | N/A                  | ✔                    | N/A                  | —                    |
|          |                   |       |                                    |                      |                       |                             |                      |                      |                      |                      |
| 13       | Blake Shelton     | 1     | "Landslide"                        | Taylor Brashears     | Allison Bray          | "Sin Wagon"                 | N/A                  | N/A                  | N/A                  | N/A                  |
| 13       | Gwen Stefani      | 2     | "Miss Independent"                 | Ryan Sill            | Beth Spangler         | "Too Little Too Late"       | N/A                  | N/A                  | N/A                  | —                    |
| 13       | Pharrell Williams | 3     | "Chandelier"                       | Jean Kelley          | Menlik Zergabachew    | "Could You Be Loved"        | N/A                  | N/A                  | N/A                  | —                    |
| 13       | Adam Levine       | 4     | "(Sittin' On) the Dock of the Bay" | Chris Jamison        | Blessing Offor        | "Your Body Is a Wonderland" | N/A                  | N/A                  | N/A                  | —                    |
| 13       | Adam Levine       | 5     | "Drops of Jupiter"                 | Matt McAndrew        | Rebekah Samarin       | "You Give Me Something"     | N/A                  | N/A                  | N/A                  | —                    |
| 13       | Blake Shelton     | 6     | "Hit 'Em Up Style (Oops!)"         | Reagan James         | Grant Ganzer          | "Apologize"                 | N/A                  | N/A                  | N/A                  | N/A                  |
| 13       | Gwen Stefani      | 7     | "Rude"                             | Anita Antoinette     | Craig Wayne Boyd      | "Can't You See"             | N/A                  | N/A                  | N/A                  | ✔                    |

### Episodio 14: The Road to the Live Shows
O décimo quarto episódio da temporada recapitulou a jornada dos 20 artistas que avançaram para os playoffs ao vivo, além de mostrar cenas dos bastidores entre os técnicos e também com a mentora Taylor Swift.

### Episódios 15, 16 e 17: Playoffs ao vivo
Passada a fase dos Knockouts, o programa entra em sua fase ao vivo (para os Estados Unidos). Durante os "Playoffs ao vivo", os cinco membros restantes de cada equipe encararam pela primeira vez o voto do público para avançar à fase seguinte: os dois mais votados de cada time avançaram direto, enquanto os três menos votados aguardaram a decisão do técnico, que só pôde salvar um deles.
Legenda:
| Episódio 15 | 1  | Blake Shelton     | Taylor Brashears     | "Long Time Gone"                         | Eliminada           |  |  |  |  |
| Episódio 15 | 2  | Adam Levine       | Chris Jamison        | "Don't"                                  | Escolha de Adam     |  |  |  |  |
| Episódio 15 | 3  | Blake Shelton     | Jessie Pitts         | "Holding Out for a Hero"                 | Escolha de Blake    |  |  |  |  |
| Episódio 15 | 4  | Blake Shelton     | James David Carter   | "Two of a Kind, Workin' on a Full House" | Eliminado           |  |  |  |  |
| Episódio 15 | 5  | Adam Levine       | Matt McAndrew        | "God Only Knows"                         | Voto do público     |  |  |  |  |
| Episódio 15 | 6  | Blake Shelton     | Reagan James         | "Try"                                    | Voto do público     |  |  |  |  |
| Episódio 15 | 7  | Adam Levine       | Taylor Phelan        | "Cool Kids"                              | Eliminado           |  |  |  |  |
| Episódio 15 | 8  | Adam Levine       | Mia Pfirrman         | "Young and Beautiful"                    | Eliminada           |  |  |  |  |
| Episódio 15 | 9  | Adam Levine       | Damien               | "I'm Not the Only One"                   | Voto do público     |  |  |  |  |
| Episódio 15 | 10 | Blake Shelton     | Craig Wayne Boyd     | "Some Kind of Wonderful"                 | Voto do público     |  |  |  |  |
|             |    |                   |                      |                                          |                     |  |  |  |  |
| Episódio 16 | 1  | Gwen Stefani      | Ryan Sill            | "I Lived"                                | Escolha de Gwen     |  |  |  |  |
| Episódio 16 | 2  | Pharrell Williams | Jean Kelley          | "Piano in the Dark"                      | Eliminada           |  |  |  |  |
| Episódio 16 | 3  | Pharrell Williams | Elyjuh René          | "Latch"                                  | Eliminado           |  |  |  |  |
| Episódio 16 | 4  | Gwen Stefani      | Bryana Salaz         | "Amnesia"                                | Eliminada           |  |  |  |  |
| Episódio 16 | 5  | Pharrell Williams | Luke Wade            | "Let's Get It On"                        | Voto do público     |  |  |  |  |
| Episódio 16 | 6  | Gwen Stefani      | Anita Antoinette     | "All About That Bass"                    | Voto do público     |  |  |  |  |
| Episódio 16 | 7  | Pharrell Williams | DaNica Shirey        | "Help Me"                                | Voto do público     |  |  |  |  |
| Episódio 16 | 8  | Pharrell Williams | Sugar Joans          | "I Say a Little Prayer"                  | Escolha de Pharrell |  |  |  |  |
| Episódio 16 | 9  | Gwen Stefani      | Ricky Manning        | "Lay Me Down"                            | Eliminado           |  |  |  |  |
| Episódio 16 | 10 | Gwen Stefani      | Taylor John Williams | "Stuck in the Middle with You"           | Voto do público     |  |  |  |  |

| Ordem | Artistas          | Canção                    |
| ----- | ----------------- | ------------------------- |
| 15.1  | Maroon 5          | "Animals"                 |
| 16.1  | Pharrell Williams | "Hunter"                  |
| 17.1  | Team Blake        | "Life in a Northern Town" |
| 17.2  | Team Pharrell     | "Money on My Mind"        |
| 17.3  | Team Gwen         | "Riptide"                 |
| 17.4  | Team Adam         | "Am I Wrong"              |

### Episódios 18 e 19: Shows ao vivo - Top 12
Os 12 finalistas da sétima edição do The Voice entram nesta fase em um sistema de eliminação semanal, no qual os competidores cantam na segunda-feira e têm o resultado na terça-feira, de acordo com a transmissão norte-americana (no Brasil, os episódios inéditos são transmitidos no domingo e na segunda-feira seguintes).
Mais uma vez, houve a "salvação instantânea" (em inglês, Instant Save), na qual os usuários do Twitter salvam um dentre os três participantes menos votados em um intervalo de cinco minutos.
| Ordem         | Técnico           | Competidor           | Canção                            | Resultado    |
| ------------- | ----------------- | -------------------- | --------------------------------- | ------------ |
| 1             | Pharrell Williams | Sugar Joans          | "Take Me to the River"            | Bottom 3     |
| 2             | Gwen Stefani      | Ryan Sill            | "Ordinary World"                  | Bottom 3     |
| 3             | Blake Shelton     | Jessie Pitts         | "Don't You Worry Child"           | Bottom 3     |
| 4             | Adam Levine       | Damien               | "He Ain't Heavy, He's My Brother" | Salvo        |
| 5             | Pharrell Williams | DaNica Shirey        | "Creep"                           | Salva        |
| 6             | Gwen Stefani      | Taylor John Williams | "If"                              | Salvo        |
| 7             | Blake Shelton     | Reagan James         | "It Ain't Over 'til It's Over"    | Salva        |
| 8             | Pharrell Williams | Luke Wade            | "Thinking Out Loud"               | Salvo        |
| 9             | Adam Levine       | Matt McAndrew        | "Take Me to Church"               | Salvo        |
| 10            | Blake Shelton     | Craig Wayne Boyd     | "You Look So Good in Love"        | Salvo        |
| 11            | Adam Levine       | Chris Jamison        | "Jealous"                         | Salvo        |
| 12            | Gwen Stefani      | Anita Antoinette     | "Redemption Song"                 | Salva        |
| Última chance |                   |                      |                                   |              |
| 1             | Blake Shelton     | Jessie Pitts         | "Gravity"                         | Eliminada    |
| 2             | Pharrell Williams | Sugar Joans          | "I Wanna Dance with Somebody"     | Eliminada    |
| 3             | Gwen Stefani      | Ryan Sill            | "More Than Words"                 | Instant Save |

| Ordem | Artistas                                            | Canção                    |
| ----- | --------------------------------------------------- | ------------------------- |
| 19.1  | Gwen Stefani e sua equipe (Anita, Ryan e Taylor)    | "The Tide Is High"        |
| 19.2  | Ella Henderson                                      | "Ghost"                   |
| 19.3  | Blake Shelton e sua equipe (Craig, Jessie e Reagan) | "Sad Songs (Say So Much)" |

### Episódios 20 e 21: Shows ao vivo - Top 10
Durante os ensaios para as apresentações do Top 10, cada técnico chamou um mentor para auxiliá-lo: Adam Levine convidou o cantor pop-punk Patrick Stump, vocalista da banda Fall Out Boy; Blake Shelton trouxe a cantora folk pop Colbie Caillat; Gwen Stefani chamou a técnica do The Voice Christina Aguilera; enquanto Pharrell Williams foi ajudado pela lenda do soul Diana Ross. Além disso, o produtor Clive Davis, conhecido por ter alçado a carreira de Whitney Houston, fez uma participação especial com os competidores.
| Ordem         | Técnico           | Competidor           | Canção                       | Resultado    |
| ------------- | ----------------- | -------------------- | ---------------------------- | ------------ |
| 1             | Adam Levine       | Matt McAndrew        | "Fix You"                    | Salvo        |
| 2             | Gwen Stefani      | Anita Antoinette     | "Let Her Go"                 | Bottom 3     |
| 3             | Adam Levine       | Damien               | "You and I"                  | Salvo        |
| 4             | Blake Shelton     | Reagan James         | "Fancy"                      | Bottom 3     |
| 5             | Pharrell Williams | Luke Wade            | "Try a Little Tenderness"    | Salvo        |
| 6             | Blake Shelton     | Craig Wayne Boyd     | "I Walk the Line"            | Salvo        |
| 7             | Gwen Stefani      | Ryan Sill            | "Starlight"                  | Bottom 3     |
| 8             | Pharrell Williams | DaNica Shirey        | "I Have Nothing"             | Salva        |
| 9             | Gwen Stefani      | Taylor John Williams | "Come Together"              | Salvo        |
| 10            | Adam Levine       | Chris Jamison        | "Uptown Funk"                | Salvo        |
| Última chance |                   |                      |                              |              |
| 1             | Blake Shelton     | Reagan James         | "I'm Like a Bird"            | Eliminada    |
| 2             | Gwen Stefani      | Anita Antoinette     | "The Remedy (I Won't Worry)" | Eliminada    |
| 3             | Gwen Stefani      | Ryan Sill            | "Collide"                    | Instant Save |

| Ordem | Artistas                                        | Canção                        |
| ----- | ----------------------------------------------- | ----------------------------- |
| 20.1  | Top 10                                          | "Bless the Broken Road/Stand" |
| 21.1  | Adam Levine e sua equipe (Chris, Damien e Matt) | "Only the Good Die Young"     |
| 21.2  | Pharrell Williams e sua equipe (DaNica e Luke)  | "What a Wonderful World"      |
| 21.3  | Taylor Swift                                    | "Blank Space"                 |

### Episódios 22 e 23: Shows ao vivo - Top 8
| Ordem         | Técnico           | Competidor           | Canção                   | Resultado    |
| ------------- | ----------------- | -------------------- | ------------------------ | ------------ |
| 1             | Gwen Stefani      | Ryan Sill            | "Open Arms"              | Bottom 4     |
| 2             | Blake Shelton     | Craig Wayne Boyd     | "Take It Easy"           | Salvo        |
| 3             | Pharrell Williams | DaNica Shirey        | "These Dreams"           | Bottom 4     |
| 4             | Adam Levine       | Damien               | "Someone Like You"       | Salvo        |
| 5             | Adam Levine       | Chris Jamison        | "Sexual Healing"         | Bottom 4     |
| 6             | Pharrell Williams | Luke Wade            | "Holding Back the Years" | Bottom 4     |
| 7             | Gwen Stefani      | Taylor John Williams | "Royals"                 | Salvo        |
| 8             | Adam Levine       | Matt McAndrew        | "The Blower's Daughter"  | Salvo        |
| Última chance |                   |                      |                          |              |
| 1             | Pharrell Williams | DaNica Shirey        | "I'd Rather Go Blind"    | Eliminada    |
| 2             | Pharrell Williams | Luke Wade            | "Stand by Me"            | Eliminado    |
| 3             | Gwen Stefani      | Ryan Sill            | "Heaven"                 | Eliminado    |
| 4             | Adam Levine       | Chris Jamison        | "Georgia On My Mind"     | Instant Save |

| Ordem | Artistas                         | Canção           |
| ----- | -------------------------------- | ---------------- |
| 22.1  | Top 8                            | "Geronimo"       |
| 22.2  | Nick Jonas & Top 8               | "Jealous"        |
| 22.3  | Gwen Stefani & Pharrell Williams | "Spark the Fire" |
| 23.1  | Christina Grimmie                | "With Love"      |
| 23.2  | RaeLynn                          | "God Made Girls" |

### Episódios 24 e 25: Semifinal ao vivo - Top 5 e Wildcard
| Técnico       | Competidor           | Ordem | Canção (Escolha do técnico) | Ordem | Canção (Escolha do competidor)               | Resultado |
| ------------- | -------------------- | ----- | --------------------------- | ----- | -------------------------------------------- | --------- |
| Adam Levine   | Damien               | 1     | "She's Out of My Life"      | 6     | "I Don't Want to Wait"                       | Eliminado |
| Blake Shelton | Craig Wayne Boyd     | 2     | "Workin' Man Blues"         | 8     | "The Old Rugged Cross"                       | Salvo     |
| Gwen Stefani  | Taylor John Williams | 3     | "Falling Slowly"            | 9     | "Blank Space"                                | Eliminado |
| Adam Levine   | Matt McAndrew        | 4     | "Make It Rain"              | 7     | "I Still Haven't Found What I'm Looking For" | Salvo     |
| Adam Levine   | Chris Jamison        | 5     | "Sugar"                     | 10    | "When I Was Your Man"                        | Salvo     |

| Ordem | Ex-técnico        | Competidor           | Canção                           | Resultado |
| ----- | ----------------- | -------------------- | -------------------------------- | --------- |
| 1     | Blake Shelton     | Reagan James         | "Put Your Records On"            | Eliminada |
| 2     | Blake Shelton     | Jessie Pitts         | "Zombie"                         | Eliminada |
| 3     | Gwen Stefani      | Ryan Sill            | "Marry Me"                       | Eliminado |
| 4     | Gwen Stefani      | Anita Antoinette     | "Waiting on the World to Change" | Eliminada |
| 5     | Gwen Stefani      | Taylor John Williams | "Wicked Game"                    | Eliminado |
| 6     | Adam Levine       | Damien               | "Grenade"                        | Wildcard  |
| 7     | Pharrell Williams | Sugar Joans          | "Back to Black"                  | Eliminada |
| 8     | Pharrell Williams | Luke Wade            | "Have a Little Faith in Me"      | Eliminado |
| 9     | Pharrell Williams | DaNica Shirey        | "Without You"                    | Eliminada |

| Ordem | Artistas                      | Canção           |
| ----- | ----------------------------- | ---------------- |
| 24.1  | Blake Shelton & Ashley Monroe | "Lonely Tonight" |

### Episódios 26 e 27: Final ao vivo - Top 4
- Apesar de seis canções terem atingido o Top 10 do iTunes, os votos não foram multiplicados na Final.

| Técnico       | Competidor       | Ordem | Single Original                     | Ordem | Canção do Dueto                                     | Ordem | Canção Solo                  | Resultado |
| ------------- | ---------------- | ----- | ----------------------------------- | ----- | --------------------------------------------------- | ----- | ---------------------------- | --------- |
| Adam Levine   | Damien           | 10    | "Soldier"                           | 6     | "Don't Let the Sun Go Down on Me" (com Adam Levine) | 1     | "A Song for You"             | 4º lugar  |
| Blake Shelton | Craig Wayne Boyd | 2     | "My Baby's Got a Smile On Her Face" | 5     | "Boots On" (com Blake Shelton)                      | 9     | "In Pictures"                | Vencedor  |
| Adam Levine   | Chris Jamison    | 7     | "Velvet"                            | 3     | "Lost Without U" (com Adam Levine)                  | 11    | "Cry Me a River"             | 3º lugar  |
| Adam Levine   | Matt McAndrew    | 4     | "Wasted Love"                       | 8     | "Lost Stars" (com Adam Levine)                      | 12    | "Somewhere Over the Rainbow" | 2º lugar  |

| Ordem | Artistas                                                                            | Canção                                   |
| ----- | ----------------------------------------------------------------------------------- | ---------------------------------------- |
| 27.1  | Top 20                                                                              | "Pompeii"                                |
| 27.2  | Craig Wayne Boyd (com DaNica Shirey, Sugar Joans e Taylor Brashears)                | "Keep Your Hands to Yourself"            |
| 27.3  | Hozier                                                                              | "Take Me to Church"                      |
| 27.4  | Chris Jamison (com Luke Wade, Ricky Manning, Ryan Sill e Taylor Phelan)             | "Dedication to My Ex (Miss That)"        |
| 27.5  | Fall Out Boy & Matt McAndrew                                                        | "Centuries"                              |
| 27.6  | Bryana Salaz, DaNica Shirey, Jean Kelley, Mia Pfirrman e Sugar Joans                | "Bang Bang"                              |
| 27.7  | Mark Ronson & Bruno Mars                                                            | "Uptown Funk"                            |
| 27.8  | Lynyrd Skynyrd & Craig Wayne Boyd                                                   | "Sweet Home Alabama"                     |
| 27.9  | Meghan Trainor                                                                      | "Lips Are Movin"                         |
| 27.10 | Jennifer Hudson & Damien                                                            | "It's Your World"                        |
| 27.11 | Ed Sheeran                                                                          | "Thinking Out Loud"                      |
| 27.12 | Matt McAndrew (com Mia Pfirrman, Sugar Joans, Taylor John Williams e Taylor Phelan) | "Go Your Own Way"                        |
| 27.13 | Damien (com Anita Antoinette, DaNica Shirey e Elyjuh René)                          | "Ain't No Mountain High Enough"          |
| 27.14 | Jessie J & Chris Jamison                                                            | "Masterpiece"                            |
| 27.15 | Adam Levine, Blake Shelton, Gwen Stefani e Pharrell Williams                        | "Have Yourself a Merry Little Christmas" |
| 27.16 | Craig Wayne Boyd (canção do vencedor)                                               | "My Baby's Got a Smile On Her Face"      |

## Times
Legenda
     Vencedor(a)
     Vice
     Terceiro colocado
     Quarto colocado
     Eliminado(a) nas apresentações ao vivo
     Eliminado(a) nos playoffs ao vivo
     Artista pego por outro técnico nos Knockouts (nome riscado)
     Eliminado(a) nos Knockouts
     Artista pego por outro técnico na Battle Rounds (nome riscado)
     Eliminado(a) na Battle Rounds
| Técnicos | Artistas           | Artistas         | Artistas           | Artistas         | Artistas |
| --- | ------------------ | ---------------- | ------------------ | ---------------- | -------- |
| Adam Levine |                    |                  |                    |                  |          |
| Matt McAndrew | Chris Jamison      | Damien           | Mia Pfirrman       | Taylor Phelan    |          |
| Alessandra Castronovo | Blessing Offor     | Rebekah Samarin  | Toia Jones         | Beth Spangler    |          |
| Clara Hong | Ethan Butler       | Joe Kirk         | Jonathan Wyndham   | Kelli Douglas    |          |
| Gwen Stefani |                    |                  |                    |                  |          |
| Taylor John Williams | Ryan Sill          | Anita Antoinette | Bryana Salaz       | Ricky Manning    |          |
| Craig Wayne Boyd | Sugar Joans        | Beth Spangler    | Troy Ritchie       | Jean Kelley      |          |
| Jessie Pitts | Menlik Zergabachew | Amanda Lee Peers | Gianna Salvato     | Mayra Alvarez    |          |
| Pharrell Williams |                    |                  |                    |                  |          |
| DaNica Shirey | Luke Wade          | Sugar Joans      | Elyjuh René        | Jean Kelley      |          |
| Ricky Manning | Taylor Phelan      | Katriz Trinidad  | Menlik Zergabachew | Blessing Offor   |          |
| Griffin | Toia Jones         | Brittany Butler  | Jordy Searcy       | Maiya Sykes      |          |
| Blake Shelton |                    |                  |                    |                  |          |
| Craig Wayne Boyd | Reagan James       | Jessie Pitts     | James David Carter | Taylor Brashears |          |
| Allison Bray | Grant Ganzer       | Griffin          | Tanner Linford     | Craig Wayne Boyd |          |
| Bree Fondacaro | Fernanda Bosch     | John Martin      | Justin Johnes      | Kensington Moore |          |
| Participantes em itálico iniciaram a disputa em um time, mas foram pegos por outro técnico na fase das batalhas ou dos knockouts. O participante sublinhado foi eliminado, mas voltou para a final graças à repescagem. |                    |                  |                    |                  |          |